# Karel Kořistka
Karel František Edvard Kořistka, född 7 februari 1825 i Brüsau, Mähren, död 18 januari 1906 i Prag, var en tjeckisk geodet och geograf.
Kořistka var 1851–1893 professor vid polytekniska läroanstalten i Prag och från 1868 tillika föreståndare för Böhmens statistiska byrå. Han gjorde sig förtjänt om den högre och lägre tekniska undervisningen. Han publicerade ett stort antal höjdmätningar från olika delar av Österrike och var en av de första förespråkarna för användandet av höjdkurvor på kartor.